# István Lichteneckert
István Lichteneckert (n. 17 august 1892, Subotica, Serbia – d. 10 noiembrie 1929, Budapesta, Regatul Ungariei) a fost un scrimer ce a reprezentat Ungaria, medaliat olimpic. A participat la o ediție a Jocurilor Olimpice (1924) în care a câștigat o medalie de bronz.

## Participări
Lista de mai jos prezintă principalele competiții la care a participat István Lichteneckert de-a lungul carierei.
- fencing at the 1924 Summer Olympics – men's team foil[*]